# Amphoe Thepharak
Amphoe Thepharak (Thai: อำเภอ เทพารักษ์) ist ein Landkreis (Amphoe – Verwaltungs-Distrikt) im Nordwesten der Provinz Nakhon Ratchasima. Die Provinz Nakhon Ratchasima liegt in der Nordostregion von Thailand, dem so genannten Isan. 

## Geographie
Amphoe Thepharak grenzt an die folgenden Landkreise (von Norden im Uhrzeigersinn): an die Amphoe Thep Sathit und Bamnet Narong der Provinz Chaiyaphum, an Amphoe Dan Khun Thot in der Provinz Nakhon Ratchasima, sowie an Amphoe Lam Sonthi der Provinz Lop Buri.

## Geschichte
Ursprünglich war Tambon Samnak Takhrau Teil des Tambon Pan Chana im Amphoe Dan Khun Thot. Am 1. April 1995 wurde der „Zweigkreis“ (King Amphoe) Samnak Takhrau aus den Tambon Samnak Takhrau, Nong Waeng und Bueng Prue gegründet. Aufgrund eines Vorschlags von Luang Pho Khun, einem Mönch des Wat Ban Rai, änderte die Regierung den Namen in Theparak. 
Am 15. Mai 2007 hatte die thailändische Regierung beschlossen, alle 81 King Amphoe in den einfachen Amphoe-Status zu erheben, um die Verwaltung zu vereinheitlichen.
Mit der Veröffentlichung in der Royal Gazette „Issue 124 chapter 46“ vom 24. August 2007 trat dieser Beschluss offiziell in Kraft.

## Verwaltung

### Provinzverwaltung
Der Landkreis Thepharak ist in vier Tambon („Unterbezirke“ oder „Gemeinden“) eingeteilt, die sich weiter in 59 Muban („Dörfer“) unterteilen.
| Nr. | Name           | Thai      | Muban | Einw. |
| --- | -------------- | --------- | ----- | ----- |
| 1.  | Samnak Takhro  | สำนักตะคร้อ | 16    | 6.966 |
| 2.  | Nong Waeng     | หนองแวง   | 22    | 8.953 |
| 3.  | Bueng Prue     | บึงปรือ     | 11    | 3.968 |
| 4.  | Wang Yai Thong | วังยายทอง  | 10    | 4.630 |

### Lokalverwaltung
Außerdem gibt es vier „Tambon-Verwaltungsorganisationen“ (องค์การบริหารส่วนตำบล – Tambon Administrative Organizations, TAO):
- Samnak Takhro (Thai: องค์การบริหารส่วนตำบลสำนักตะคร้อ)
- Nong Waeng (Thai: องค์การบริหารส่วนตำบลหนองแวง)
- Bueng Prue (Thai: องค์การบริหารส่วนตำบลบึงปรือ)
- Wang Yai Thong (Thai: องค์การบริหารส่วนตำบลวังยายทอง)